# Ballpark de Tsukamaete!
Ballpark de Tsukamaete! (ボールパークでつかまえて！ Bōrupāku de Tsukamaete!?) es una serie de manga japonesa escrito e ilustrado por Tatsurō Suga. La serie comenzó a publicarse en la revista de manga seinen Morning de Kōdansha en septiembre de 2020. Una adaptación televisiva de anime producida por EMT Squared se emitió en abril a junio de 2025.

## Argumento
Un oficinista agotado por la rutina encuentra su único respiro asistiendo al estadio de béisbol cercano a su ruta diaria de regreso a casa. En busca de un momento de relajación, se acerca a una vendedora ambulante y le pide una cerveza. Sin embargo, para su sorpresa, después de completar la transacción, la joven no se aleja como de costumbre. En cambio, comienza a entablar conversación con él, mostrando un inusual interés en su presencia.
Lo que comienza como un simple intercambio entre cliente y vendedora pronto se convierte en una serie de encuentros inesperados dentro del estadio. Con cada partido, la relación entre ambos evoluciona de manera sutil pero significativa, desafiando la monotonía de su vida diaria y llevándolo a descubrir nuevas emociones en el ambiente electrizante del béisbol. Pero, ¿qué motiva realmente a la vendedora a quedarse a su lado? ¿Es simple curiosidad, una estrategia de venta, o hay algo más detrás de su insistente compañía?

## Personajes
Ruriko (ルリコ?)
 Seiyū: Fairouz Ai
Murata (村田?)
 Seiyū: Satoshi Inomata
Aona (アオナ?)
 Seiyū: Ikumi Hasegawa
Omatsu (大松?)
 Seiyū: Satoshi Tanaka
Nakaizumi (中泉?)
 Seiyū: Yōji Ueda
Kano Yamada (山田夏乃 Yamada Kano?)
 Seiyū: Ayumi Mano
Kokoro (こころ?)
 Seiyū: Momoko Seto
Ryuichi Igarashi (五十嵐 龍一 Igarashi Ryūichi?)
 Seiyū: Jin Urayama
Takimoto (滝本?)
 Seiyū: Chiharu Sawashiro
Kojiro (コジロー Kojirō?)
 Seiyū: Hiroki Tōchi
Yuki Takino (滝野ユキ Takino Yuki?)
 Seiyū: Rika Tachibana
Joven Dennis (デニス・ヤング Denisu Yangu?)
 Seiyū: Kentaro Tone
Brian (ブライアン Buraian?)
 Seiyū: Kō Bonkobara
Sara (サラ?)
 Seiyū: Mayu Sagara
Retto Mitsui (三井烈斗 Mitsui Retto?)
 Seiyū: Kazuhiro Nakaya
Kisa Kondō (近藤キサ Kondō Kisa?)
 Seiyū: Wakana Kuramochi
Nagisa Satō (佐藤なぎさ Satō Nagisa?)
 Seiyū: Kiyono Yasuno
Hotaru Shimizu (清水ほたる Shimizu Hotaru?)
 Seiyū: Atsuki Nakamura

## Contenido de la obra

### Manga
Ballpark de Tsukamaete! está escrito e ilustrado por Tatsurō Suga y comenzó a serializarse en la revista de manga seinen Morning de Kōdansha el 3 de septiembre de 2020. Sus capítulos se han compilado en catorce volúmenes tankōbon a partir de julio de 2024.
| Volúmenes de manga publicados | Volúmenes de manga publicados | Volúmenes de manga publicados |
| Número                        | Fecha de lanzamiento          | ISBN                          |
| ----------------------------- | ----------------------------- | ----------------------------- |
| 1                             | 13 de enero de 2021           | ISBN 978-4-06-521917-1        |
| 2                             | 23 de abril de 2021           | ISBN 978-4-06-522806-7        |
| 3                             | 20 de julio de 2021           | ISBN 978-4-06-524045-8        |
| 4                             | 21 de octubre de 2021         | ISBN 978-4-06-525129-4        |
| 5                             | 21 de enero de 2022           | ISBN 978-4-06-526526-0        |
| 6                             | 21 de abril de 2022           | ISBN 978-4-06-527395-1        |
| 7                             | 22 de julio de 2022           | ISBN 978-4-06-528462-9        |
| 8                             | 21 de octubre de 2022         | ISBN 978-4-06-529529-8        |
| 9                             | 23 de enero de 2023           | ISBN 978-4-06-530483-9        |
| 10                            | 22 de junio de 2023           | ISBN 978-4-06-532027-3        |
| 11                            | 22 de septiembre de 2023      | ISBN 978-4-06-532972-6        |
| 12                            | 23 de enero de 2024           | ISBN 978-4-06-534353-1        |
| 13                            | 23 de abril de 2024           | ISBN 978-4-06-535327-1        |
| 14                            | 23 de julio de 2024           | ISBN 978-4-06-536212-9        |

### Anime
Se anunció una adaptación televisiva en formato de anime para el 14 de noviembre de 2024. La serie está producida por EMT Squared y dirigida por Jun'ichi Kitamura, con composición de serie de Shigeru Murakoshi, diseños de personajes de Fumio Iida y música compuesta por Monaca. La serie se emitió del 2 de abril al 18 de junio de 2025 en TV Tokyo y sus filiales y AT-X.  El tema de apertura es "Hurray!!" interpretado por GENIC. Crunchyroll obtuvo la licencia de la serie fuera de Asia.

## Recepción
En enero de 2024, la serie ya contaba con más de 200.000 ejemplares en circulación.